# السعودية في الألعاب البارالمبية الصيفية 2008

علم السعودية.

شارك وفد من الذكور من المملكة العربية السعودية ونافس الوفد في الألعاب البارالمبية الصيفية 2008 في بكين، الصين.

## الميداليات
فاز أسامة الشنقيطي بميداليتين في ألعاب القوى:
| الميدالية | الاسم          | الرياضة     | الحدث                    | التاريخ |
| --------- | -------------- | ----------- | ------------------------ | ------- |
| ذهبية     | أسامة الشنقيطي | ألعاب القوى | الوثب الثلاثي للرجال F12 | الثامن  |
| فضية      | أسامة الشنقيطي | ألعاب القوى | الوثب الطويل للرجال F12  |         |

## روابط خارجية
- اللجنة البارالمبية الدولية لألعاب القوى